# النمسا العليا
النمسا العليا (بالألمانية: Oberösterreich)(بالتشيكية: Horní Rakousko)‏(بالبافارية : Obaöstarreich) هي واحدة من الولايات التسع في النمسا. عاصمتها هي لينز. تحدها ألمانيا وجمهورية التشيك، وكذلك على ولايات النمسا السفلى، ستيريا، ومدينة سالزبورغ النمساوية الأخرى. تبلغ مساحتها 11,980 كيلومترا مربعا و1.3 مليون نسمة، النمسا العليا هي رابع أكبر ولاية نمساوية من حيث المساحة، وثالث أكبر ولاية من حيث السكان

## التركيبة السكانية
اعتبارًا من 1 يناير 2021، كان هناك 1,495,608 شخصًا يقيمون في الولاية، منهم 107,318 (7.17٪) من مواطني الاتحاد الأوروبي/المنطقة الاقتصادية الأوروبية/سويسرا/المملكة المتحدة و96,623 (6.46٪) من مواطني دول أخرى. أغلبية المهاجرين في العقود الأخيرة من ألمانيا وجنوب شرق أوروبا وتركيا، بنسبة 1.77٪ من ألمانيا و1.48٪ من البوسنة والهرسك و1.19٪ من صربيا والجبل الأسود وكوسوفو و1.03٪ من تركيا.
غالبية سكان النمسا العليا هم من المسيحيين: في عام 2001، كان 79.4٪ من الناس ينتمون إلى الكنيسة الرومانية الكاثوليكية وحوالي 4.4٪ ينتمون إلى الكنيسة الإنجيلية اللوثرية و4.0٪ مسلمون و8.8٪ ليسوا متديين. انخفضت نسبة الكاثوليك إلى 58,9٪ بحلول نهاية عام 2022.

## أعلام
- فريدريش كروغر
- ماركوس هوفر
- إرنست أوغسطس الثالث دوق كمبرلاند وتافياديل

## روابط إضافية
- (بالألمانية)

```
Upper Austria official website
```